# Pisztyk
Pisztyk (711 m n.p.m.) – wzniesienie w południowo-zachodniej Polsce, w Sudetach Środkowych w paśmie Wzgórz Włodzickich.

## Szlaki turystyczne
- Kościelec - Góra Wszystkich Świętych - Bieganów - Góra Św. Anny - Nowa Ruda - Pardelówka - Pisztyk - Włodzicka Góra - Rozdroże pod Włodzicką Górą - Świerki Dolne (przystanek kolejowy)